# Ермаков, Александр Александрович
Александр Александрович Ермаков (род. 3 июня 1981) — российский хоккеист, нападающий.

## Биография
Воспитанник омского «Авангарда». Начинал играть в сезоне 1997/98 первой лиги за «Авангард-ВДВ», в следующем сезоне дебютировал в «Авангарде». Выступал за команды «Кристалл» Саратов (2000/01, 2004/05), «Мостовик» / «Зауралье» Курган (2001/02, 2004/05, 2005/06), «Авангард-ВДВ» (2002/03), «Кедр» Новоуральск (2002/03 — 2003/04), «Энергия» Кемерово (2005/06), «Металлург» Лиепая (Латвия, 2006/07), «Газовик» Тюмень (2006/07), «Динамо» Минск (Кубок Беларуси-2007).